# 12 этажей спустя
«12 этажей спустя» — российский художественный фильм  режиссёра Джефа Агаева. Фильм «12 этажей спустя» основан на одноимённом романе режиссёра Джефа Агаева. В кинокартине также задействованы Илья Дель, Осман Делибаш и лидер культовой российской рок-группы «АукцЫон» Олег Гаркуша. Премьера фильма состоялась на фестивале «Дух огня». Выход фильма запланирован на следующий год.

## Сюжет
Фильм о писателе из Сибири, который пытается осуществить свою мечту. Он старается найти продюсера для того, чтобы снять фильм на свою книгу, написанную в юности. Книга называется «12 этажей спустя». Он читает отрывки из своей книги всем, кто только готов его послушать, и попадает в разные ситуации. Осуществить задуманное ему пытаются помочь такие звёзды кино и эстрады, как Евгений Ткачук, Илья Дель, Осман Делибаш и Олег Гаркуша.

## В ролях
- Евгений Ткачук[6] [7]
- Илья Дель
- Олег Гаркуша
- Осман Делибаш
- Джеф Агаев

## Производство
Производство киностудии «Сибирская сова».